# Ross Stagner
Ross Stagner (ur. 15 czerwca 1909 w Waco, zm. 18 marca 1997) – amerykański psycholog. Specjalizował się w psychologii pracy i organizacji. Był jednym z pierwszych badaczy osobowości autorytarnej. Poddał on psychologiczne pojęcie typu ostrej krytyce, zwracając uwagę na to, że większość charakterystyk psychologicznych tworzy kontinuum, z silniejszym lub słabszym nasileniem cech, zgodnie z rozkładem normalnym. W związku z tym jednoznaczne przyporządkowanie ludzi do konkretnego typu (jak ma to miejsce np. w typologii temperamentów Hipokratesa-Galena) jest daleko idącym uproszczeniem.
Niezależnie od Gordona Allporta w latach 30. XX wieku opracował naukowe pojęcie cechy rozumianej jako kategoria służąca do opisu osobowości.